# 18 Korpus Kawalerii (ZSRR)
18 Korpus Kawalerii (ros. 18-й кавалерийский корпус) – wyższy związek taktyczny kawalerii Armii Czerwonej z okresu II wojny światowej. 
18 Korpus Kawalerii (18 KKaw.) sformowany został 22 kwietnia 1942. W jego skład weszły m.in. oddziały 16 Korpusu Kawalerii. Rozwiązany został 14 sierpnia 1943.

## Dowództwo korpusu
Dowódcy:
- płk Aleksiej Chwostow (22.04.1942 - 01.05.1942)
- gen. mjr Lew Ilin (02.05.1942 - 20.12.1942)
- gen. mjr Fieofan Parchomienko (21.12.1942 - 14.08.1943)[2].

## Struktura organizacyjna
- 67 Dywizja Kawalerii
- 84 Dywizja Kawalerii[2].